# Françoise Pean de la Roche-Jagu

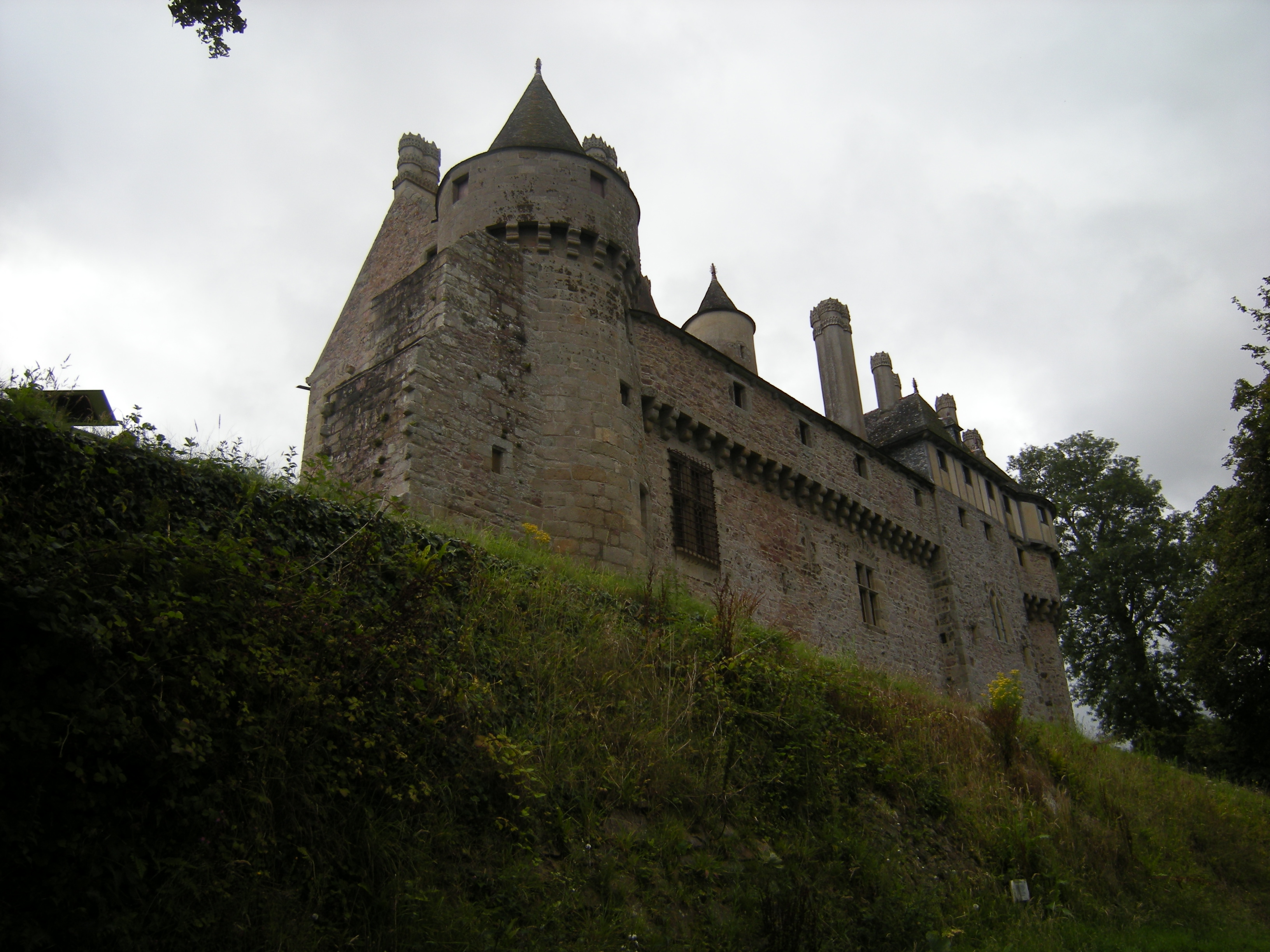
Castell propietat de la nissaga, Roche-Jagu

Françoise Pean de la Roche-Jagu (Brest, 1820 - 1871) fou una compositora francesa.
Era filla del director de l'hospital de la Marina de Brest, i dotada de gran afició per la música, va compondre, essent encara molt jove i sense haver estudiat harmonia, l'òpera entres actes Le tuteur dupé. Després es traslladà a París, on fou deixeble de Pierre Montan Berton, i va escriure les òperes Nell, Gil Diaze, La jeunesse de Lully, òpera còmica; Le retour du Tasse, Le mosquetaire, opereta còmica que portà, a més, altres títols; Simple et coquette, l'escena lírica Les deux novices, etc., obres que revelaren a bastament la poca aptitud de l'autora per a la composició. Fins i tot arribà a caure en ridícul en arribar a posar en escena algunes de les citades produccions en teatres de París i, en no trobar cap empresari que les acceptes, les posà en escena sufragant ella mateixa totes les despeses. Aquest fet la portà a la ruïna i morí en la misèria.
Publicà Mémoires artistiques (París, 1861), autobiografia amb un estil tan incorrecte com ho fou la seva música.